# Chuletas a la teja
Las chuletas a la teja es una manera de preparar las chuletas de cordero por los pastores o gentes de la provincia de Guadalajara (España) que tenían que comer en el campo. Se denomina así por emplear teja.

## Modo de preparación
Se preparaba en el campo poniendo a calentar una teja de paridera, limpia barrida con una rama y restregada con ajo por su parte cóncava, sobre las brasas de una fogata hecha con leña aromática, (enebro, sabina, etc) colocando en la teja muy caliente las chuletas de cordero o cabrito untadas de aceite con una rama de tomillo y añadiendo la sal cuando ya estuvieran asadas. Se acompañaban de patatas asadas en las ascuas y con aceitajo, una versión alcarreña del alioli valenciano.